# دیوید تیولیس
دیوید تیولیس (انگلیسی: David Thewlis؛ زادهٔ ۲۰ مارس ۱۹۶۳)، کارگردان، فیلم‌نامه‌نویس، مؤلف، و بازیگر تئاتر، سینما و تلویزیون انگلیسی است. تیولیس با بازی در فیلم برهنه (۱۹۹۳) به شهرت رسید، که برای آن جایزه بهترین بازیگر مرد جشنواره کن را دریافت کرد. از نقش‌های موفق وی می‌توان به شخصیت ریموس لوپین در فرنچایز هری پاتر (۲۰۰۴-۲۰۱۱)، و سر پاتریک مورگان / آرس در فیلم زن شگفت‌انگیز (۲۰۱۷) اشاره کرد. از دیگر فیلم‌های او می‌توان به کسوف کامل (۱۹۹۵)، جیمز و هلوی غول‌پیکر (۱۹۹۶)، اژدهادل (۱۹۹۶)، هفت سال در تبت (۱۹۹۷)، قلمرو بهشت (۲۰۰۵)، پسری در پیژامه راه‌راه (۲۰۰۸)، اسب جنگی (۲۰۱۱)، نظریه همه‌چیز (۲۰۱۴)، انومالیسا (۲۰۱۵)، من به پایان دادن به اوضاع فکر می‌کنم (۲۰۲۰)، و فیلم رو به اکران آواتار ۳ (۲۰۲۴) اشاره کرد.
او همچنین نویسنده رُمان The Late Hector Kipling است که در سال ۲۰۰۷ منتشر شده‌است.

## بخشی از فیلم‌شناسی
از فیلم‌ها یا برنامه‌های تلویزیونی که وی در آن نقش داشته‌است می‌توان به آثار زیر اشاره کرد.
| سال  | عنوان                               | نقش                               | توضیحات                        |
| ---- | ----------------------------------- | --------------------------------- | ------------------------------ |
| ۱۹۸۸ | دوریت کوچک                          | George Braddle                    |                                |
| ۱۹۸۹ | زنده‌شده                             | Kevin Deakin                      |                                |
| ۱۹۹۱ | زندگی شیرین است                     | Nicola's lover                    |                                |
| ۱۹۹۲ | آسیب                                | Detective                         |                                |
| ۱۹۹۳ | محاکمه                              | Franz                             |                                |
| ۱۹۹۳ | برهنه                               | Johnny                            |                                |
| ۱۹۹۴ | زیبای سیاه                          | Jerry Barker                      |                                |
| ۱۹۹۵ | کسوف کامل                           | پل ورلن                           |                                |
| ۱۹۹۵ | بازسازی                             | John Pearce                       |                                |
| ۱۹۹۶ | جیمز و هلوی غول‌پیکر                 | Earthworm (voice)                 |                                |
| ۱۹۹۶ | جزیره دکتر مورو                     | Edward Douglas                    |                                |
| ۱۹۹۷ | هفت سال در تبت                      | Peter Aufschnaiter                | ممنوع نمایش در جمهوری خلق چین. |
| ۱۹۹۸ | لبوفسکی بزرگ                        | Knox Harrington                   |                                |
| ۱۹۹۸ | محصور                               | Jason Kinsky                      |                                |
| ۲۰۰۲ | شهر دایناسورها                      | Cyrus Crabb                       |                                |
| ۲۰۰۳ | خط زمان                             | Robert Doniger                    |                                |
| ۲۰۰۴ | هری پاتر و زندانی آزکابان           | ریموس لوپین                       |                                |
| ۲۰۰۵ | قلمرو بهشت                          | Hospitaller                       |                                |
| ۲۰۰۵ | دنیای جدید                          | Edward Wingfield                  |                                |
| ۲۰۰۶ | غریزه اصلی ۲                        | Roy Washburn                      |                                |
| ۲۰۰۶ | طالع نحس                            | Keith Jennings                    |                                |
| ۲۰۰۷ | هری پاتر و محفل ققنوس               | ریموس لوپین                       |                                |
| ۲۰۰۸ | پپسری در پیژامه راه‌راه              | SS-Obersturmbannführer Ralph      |                                |
| ۲۰۰۹ | هری پاتر و شاهزاده دورگه            | ریموس لوپین                       |                                |
| ۲۰۰۹ | ورونیکا تصمیم می‌گیرد بمیرد          | Dr. Blake                         |                                |
| ۲۰۱۰ | هری پاتر و یادگاران مرگ – قسمت اول  | ریموس لوپین                       |                                |
| ۲۰۱۱ | هری پاتر و یادگاران مرگ – قسمت دوم  | ریموس لوپین                       |                                |
| ۲۰۱۱ | بانو                                | Michael Aris                      |                                |
| ۲۰۱۱ | بی‌نام                               | William Cecil, 1st Baron Burghley |                                |
| ۲۰۱۱ | اسب جنگی                            | Lyons                             |                                |
| ۲۰۱۳ | رد ۲                                | The Frog                          |                                |
| ۲۰۱۳ | قضیه صفر                            | Joby                              |                                |
| ۲۰۱۴ | نظریه همه‌چیز                        | دنیس ویلیام سیاما                 |                                |
| ۲۰۱۴ | تیمارستان استون‌هیرست                | Mickey Finn                       |                                |
| ۲۰۱۵ | بازگشت                              | Professor Kenneth Raines          |                                |
| ۲۰۱۵ | افسانه                              | Leslie Payne                      |                                |
| ۲۰۱۵ | مکبث                                | پادشاه دانکن                      |                                |
| ۲۰۱۵ | انومالیسا                           | Michael Stone (صدا)               |                                |
| ۲۰۱۵ | بازپرس وارد می‌شود                   | بازپرس گول                        |                                |
| ۲۰۱۷ | زن شگفت‌انگیز                        | سر پاتریک مورگان / آرس            |                                |
| ۲۰۱۷ | بخشش                                | رودنی                             |                                |
| ۲۰۱۹ | زیبایی ابدی                         | مایک                              |                                |
| ۲۰۲۰ | من به پایان دادن به اوضاع فکر می‌کنم | پدر                               |                                |
| ۲۰۲۲ | انولا هولمز ۲                       | گریل                              |                                |
| ۲۰۲۲ | موریس شگفت‌انگیز                     | مرد رئیس                          | صداپیشه                        |
| ۲۰۲۵ | آواتار ۳                            | پی‌لک                              |                                |